# Union (SQL)
Een UNION-opdracht in SQL combineert gegevens van meerdere query's van een database. De twee query's moeten hetzelfde aantal kolommen en gegevens bevatten om te worden gecombineerd. Duplicaten worden verwijderd, behalve wanneer UNION ALL wordt gebruikt.

## Voorbeelden
Als gegeven zijn de volgende twee tabellen:
| persoon | aantal |
| ------- | ------ |
| Bert    | 1000   |
| Maarten | 2000   |
| Rob     | 5000   |

| persoon | aantal |
| ------- | ------ |
| Bert    | 1500   |
| Maarten | 2000   |
| Sander  | 15000  |

Als query wordt gebruikt:
```
 
SELECT
 
*
 
FROM
 
verkoop2017

 
UNION

 
SELECT
 
*
 
FROM
 
verkoop2018

```

Als uitkomst krijgt men:
| persoon | aantal |
| ------- | ------ |
| Bert    | 1000   |
| Maarten | 2000   |
| Rob     | 5000   |
| Bert    | 1500   |
| Sander  | 15000  |

Merk op dat er twee rijen aanwezig zijn voor Bert omdat beide kolommen niet overeenkomen. Er is een rij voor Maarten omdat beide kolommen gelijk zijn.
Met UNION ALL worden geen duplicaten weggelaten. De query
```
 
SELECT
 
*
 
FROM
 
verkoop2017

 
UNION
 
ALL

 
SELECT
 
*
 
FROM
 
verkoop2018

```

geeft de volgende uitkomst:
| persoon | aantal |
| ------- | ------ |
| Bert    | 1000   |
| Bert    | 1500   |
| Maarten | 2000   |
| Maarten | 2000   |
| Rob     | 5000   |
| Sander  | 15000  |